# Ligue de diamant 2011 - 100 m féminin
L'épreuve du 100 mètres féminin de la Ligue de diamant 2011 se déroule du 15 mai au 16 septembre 2011. La compétition fait successivement étape à Shanghai, Eugene, Oslo, Paris, Stockholm et Londres, la finale ayant lieu à Bruxelles peu après les Championnats du monde de Daegu. 

## Calendrier
| Date              | Meeting             | Ville     | Pays        |
| ----------------- | ------------------- | --------- | ----------- |
| 15 mai 2011       | Golden Grand Prix   | Shanghai  | Chine       |
| 4 juin 2011       | Prefontaine Classic | Eugene    | États-Unis  |
| 9 juin 2011       | Bislett Games       | Oslo      | Norvège     |
| 8 juillet 2011    | Meeting Areva       | Paris     | France      |
| 29 juillet 2011   | DN Galan            | Stockholm | Suède       |
| 5-6 aout 2011     | London Grand Prix   | Londres   | Royaume-Uni |
| 16 septembre 2011 | Mémorial Van Damme  | Bruxelles | Belgique    |

## Résultats
| Date | Meeting                   | 1er                              | 1er   | 2e                              | 2e    | 3e                              | 3e    |
| --- | ------------------------- | -------------------------------- | ----- | ------------------------------- | ----- | ------------------------------- | ----- |
| 15 mai 2011 | Shanghai                  | Veronica Campbell-Brown 10 s 92  | 4 pts | Carmelita Jeter 10 s 95         | 2 pts | Blessing Okagbare 11 s 23       | 1 pt  |
| 4 juin 2011 | Eugene                    | Carmelita Jeter 10 s 70 (WL, MR) | 4 pts | Marshevet Myers 10 s 86         | 2 pts | Kerron Stewart 10 s 87          | 1 pt  |
| 9 juin 2011 | Oslo                      | Ivet Lalova 11 s 01              | 4 pts | Olesya Povh 11 s 14             | 2 pts | Ezinne Okparaebo 11 s 17        | 1 pt  |
| 8 juillet 2011 | Paris                     | Kelly-Ann Baptiste 10 s 91 (SB)  | 4 pts | Veronica Campbell-Brown 10 s 95 | 2 pts | Kerron Stewart 11 s 04          | 1 pt  |
| 29 juillet 2011 | Stockholm Vent : -2,4 m/s | Carmelita Jeter 11 s 15          | 4 pts | Marshevet Myers 11 s 21         | 2 pts | Kerron Stewart 11 s 27          | 1 pt  |
| 5-6 aout 2011 | Londres Vent : -0,4 m/s   | Carmelita Jeter 10 s 93          | 4 pts | Kelly-Ann Baptiste 10 s 97      | 2 pts | Shelly-Ann Fraser 11 s 10       | 1 pt  |
| 16 septembre 2011 | Bruxelles Vent : 0,4 m/s  | Carmelita Jeter 10 s 78          | 8 pts | Veronica Campbell-Brown 10 s 85 | 4 pts | Kelly-Ann Baptiste 10 s 90 (SB) | 2 pts |
| Records et Performances - AR : Record continental (area record) - CR : Record des championnats (championship record) - MR : Record du meeting (meet record) - NR : Record national (national record) - OR : Record olympique (olympic record) - PR : Record paralympique (paralympic record) - PB : Record personnel (personal best) - SB : Meilleure performance personnelle de la saison (season's best) - WL : Meilleure performance mondiale de l'année (world leader) - WJR : Record du monde junior (world junior record) - WR : Record du monde (world record) Circonstances et Conditions - DNF : N'a pas terminé (did not finish) - DNS : N'a pas pris le départ (did not start) - DQ : Disqualification (disqualification) - NM : Aucun essai valable enregistré (No Mark) - Q : Qualifié « directement » au prochain tour (ou à la prochaine compétition), lors d'une compétition majeure, grâce au classement ou à la réalisation des minima (automatic qualifier) - q : Qualifié au prochain tour (ou à la prochaine compétition), lors d'une compétition majeure, grâce au repêchage ou à la réalisation de l'une des meilleures performances parmi celles des « non qualifiés directement » (grâce au meilleur temps ou à la meilleure distance par exemple) (secondary qualifier) |                           |                                  |       |                                 |       |                                 |       |

## Classement général
- Classement final[1] :

| Rang | Athlète                 | Points |
| ---- | ----------------------- | ------ |
| 1    | Carmelita Jeter         | 22     |
| 2    | Veronica Campbell-Brown | 10     |
| 3    | Kelly-Ann Baptiste      | 8      |
| 4    | Ezinne Okparaebo        | 1      |